# 1127

## Události
- založen cisterciácký klášter Ebrach

## Narození
- 9. dubna – Svatý Felix z Valois, francouzsky poustevník, kněz, spoluzakladatel řádu trinitářů († 4. listopadu 1212)
- 27. listopadu – Siao-cung, čínský císař říše Sung († 28. června 1194)
- Konstancie Antiochijská, kněžna a vládkyně Antiochijského knížectví († 1163)
- Boleslav I. Vysoký, první slezský kníže z rodu Piastovců († 8. prosince 1201)
- Jindřich I., hrabě ze Champagne († 1181)

## Úmrtí
- 2. března – Blahoslavený Karel I., flanderský hrabě (* asi 1084)
- Fulcher ze Chartres, francouzský kronikář a účastník první křížové výpravy (* 1059)
- Ču, čínská císařovna říše Sung (* 1102)

## Hlavy států
- České knížectví – Soběslav I.
- Svatá říše římská – Lothar III.
- Papež – Honorius II.
- Anglické království – Jindřich I. Anglický
- Francouzské království – Ludvík VI. Francouzský
- Polské knížectví – Boleslav III. Křivoústý
- Uherské království – Štěpán II. Uherský
- Kastilské království – Alfonso VII. Císař
- Byzantská říše – Jan II. Komnenos